# Palmarés de clubes italianos de futebol
Esta é uma lista dos títulos e troféus conquistados pelos clubes italianos de futebol, a lista inclui as grandes competições nacionais organizadas pela FIGC e CCI (1921-1922), sendo essas competições: a Serie A, a Taça da Itália e a Supertaça da Itália.
A lista inclui também as competições internacionais organizadas e ou reconhecidas pela FIFA e pela UEFA que são: a UEFA Champions League, UEFA Europa League, UEFA Super Cup, UEFA Europa Conference League, UEFA Cup Winners' Cup, UEFA Intertoto Cup, a Intercontinental Cup e a FIFA Club World Cup, além de outras competições consideradas oficiais pela IFHHS e pelos próprios clubes, sendo elas a Taça Mitropa, a Taça Latina, a Taça da Cidades com Feiras, a Taça da Liga Anglo-Italiana e a Taça Anglo-Italiana.
Juventus, Internazionale e Milan são os maiores campeões italianos e também os clubes italianos campeões da Liga dos Campeões da UEFA, a principal competição europeia.
Atalanta, Napoli e Parma tem como maior conquista a Liga Europa da UEFA ou a predecessora Copa da UEFA, Fiorentina, Lazio e Sampdoria, a Taça dos Clubes Vencedores de Taças, competições secundárias equivalentes na hierarquia de títulos europeus, um total de nove clubes campeões das duas competições europeias de maior hierarquia e de dez clubes com mais de dez títulos oficiais segundo os critérios dessa página.

## Lista
| #    | Clubes                   | Competições Nacionais | Competições Nacionais | Competições Nacionais | Competições Internacionais | Competições Internacionais | Competições Internacionais | Competições Internacionais | Competições Internacionais | Competições Internacionais | Competições Internacionais | Competições Internacionais | Competições Internacionais | Competições Internacionais | Competições Internacionais | Competições Internacionais | Competições Internacionais | Total | Último troféu                |   |   |    |                        |
| #    | Clubes                   | Vigentes              | Vigentes              | Vigentes              | Vigentes                   | Vigentes                   | Vigentes                   | Vigentes                   | Extintas                   | Extintas                   | Extintas                   | Extintas                   | Extintas                   | Extintas                   | Extintas                   | Extintas                   | Extintas                   | Total | Último troféu                |   |   |    |                        |
| ---- | ------------------------ | --------------------- | --------------------- | --------------------- | -------------------------- | -------------------------- | -------------------------- | -------------------------- | -------------------------- | -------------------------- | -------------------------- | -------------------------- | -------------------------- | -------------------------- | -------------------------- | -------------------------- | -------------------------- | ----- | ---------------------------- | - | - | -- | ---------------------- |
| #    | Clubes                   | 1                     | Juventus FC           | 36                    | 15                         | 9                          | 2                          | 3                          | 2                          | -                          | -                          | 2                          | 1                          | 1                          | -                          | -                          | -                          | Total | Último troféu                | - | - | 71 | Taça da Itália 2023-24 |
| 2    | AC Milan                 | 19                    | 5                     | 8                     | 7                          | -                          | 2                          | -                          | 1                          | 3                          | 5                          | -                          | 1                          | 2                          | -                          | -                          | -                          | 53    | Supertaça da Itália 2024     |   |   |    |                        |
| 3    | FC Internazionale Milano | 20                    | 9                     | 8                     | 3                          | 3                          | -                          | -                          | 1                          | 2                          | -                          | -                          | -                          | -                          | -                          | -                          | -                          | 46    | Campeonato da Itália 2023-24 |   |   |    |                        |
| 4    | AS Roma                  | 3                     | 9                     | 2                     | -                          | -                          | -                          | 1                          | -                          | -                          | -                          | -                          | -                          | -                          | 1                          | -                          | 1                          | 17    | Liga Conferência 2021-22     |   |   |    |                        |
| 5    | SS Lazio                 | 2                     | 7                     | 5                     | -                          | -                          | 1                          | -                          | -                          | -                          | 1                          | -                          | -                          | -                          | -                          | -                          | -                          | 16    | Supertaça da Itália 2019     |   |   |    |                        |
| 6    | Bologna FC 1909          | 7                     | 3                     | -                     | -                          | -                          | -                          | -                          | -                          | -                          | -                          | 1                          | 3                          | -                          | -                          | 1                          | -                          | 15    | Taça da Itália 2024-25       |   |   |    |                        |
| 7    | SSC Napoli               | 4                     | 6                     | 2                     | -                          | 1                          | -                          | -                          | -                          | -                          | -                          | -                          | -                          | -                          | -                          | 1                          | -                          | 14    | Campeonato da Itália 2024-25 |   |   |    |                        |
| 8    | Torino FC                | 7                     | 5                     | -                     | -                          | -                          | -                          | -                          | -                          | -                          | -                          | -                          | 1                          | -                          | -                          | -                          | -                          | 13    | Taça da Itália 1992-93       |   |   |    |                        |
| 9    | ACF Fiorentina           | 2                     | 6                     | 1                     | -                          | -                          | -                          | -                          | -                          | -                          | 1                          | -                          | 1                          | -                          | -                          | 1                          | -                          | 12    | Taça da Itália 2000-01       |   |   |    |                        |
| 10   | Genoa CFC                | 9                     | 1                     | -                     | -                          | -                          | -                          | -                          | -                          | -                          | -                          | -                          | -                          | -                          | -                          | -                          | 1                          | 11    | Taça da Itália 1936-37       |   |   |    |                        |
| 11   | Parma Calcio 1913        | -                     | 3                     | 1                     | -                          | 2                          | 1                          | -                          | -                          | -                          | 1                          | -                          | -                          | -                          | -                          | -                          | -                          | 8     | Taça da Itália 2001-02       |   |   |    |                        |
| 12   | FC Pro Vercelli 1892     | 7                     | -                     | -                     | -                          | -                          | -                          | -                          | -                          | -                          | -                          | -                          | -                          | -                          | -                          | -                          | -                          | 7     | Campeonato da Itália 1921-22 |   |   |    |                        |
| 13   | UC Sampdoria             | 1                     | 4                     | 1                     | -                          | -                          | -                          | -                          | -                          | -                          | 1                          | -                          | -                          | -                          | -                          | -                          | -                          | 7     | Taça da Itália 1993-94       |   |   |    |                        |
| 14   | Atalanta BC              | -                     | 1                     | -                     | -                          | 1                          | -                          | -                          | -                          | -                          | -                          | -                          | -                          | -                          | -                          | -                          | -                          | 2     | Liga Europa 2023-24          |   |   |    |                        |
| 15   | Udinese Calcio           | -                     | -                     | -                     | -                          | -                          | -                          | -                          | -                          | -                          | -                          | 1                          | 1                          | -                          | -                          | -                          | -                          | 2     | Taça Intertoto 2000          |   |   |    |                        |
| 16   | AC Pisa 1909             | -                     | -                     | -                     | -                          | -                          | -                          | -                          | -                          | -                          | -                          | -                          | 2                          | -                          | -                          | -                          | -                          | 2     | Taça Mitropa 1987-1988       |   |   |    |                        |
| 17   | FC Casale ASD            | 1                     | -                     | -                     | -                          | -                          | -                          | -                          | -                          | -                          | -                          | -                          | -                          | -                          | -                          | -                          | -                          | 1     | Campeonato da Itália 1913-14 |   |   |    |                        |
| 18   | USD Novese               | 1                     | -                     | -                     | -                          | -                          | -                          | -                          | -                          | -                          | -                          | -                          | -                          | -                          | -                          | -                          | -                          | 1     | Campeonato da Itália 1921-22 |   |   |    |                        |
| 19   | Cagliari Calcio          | 1                     | -                     | -                     | -                          | -                          | -                          | -                          | -                          | -                          | -                          | -                          | -                          | -                          | -                          | -                          | -                          | 1     | Campeonato da Itália 1969-70 |   |   |    |                        |
| 20   | Hellas Verona FC         | 1                     | -                     | -                     | -                          | -                          | -                          | -                          | -                          | -                          | -                          | -                          | -                          | -                          | -                          | -                          | -                          | 1     | Campeonato da Itália 1984-85 |   |   |    |                        |
| 21   | Vado FC 1913             | -                     | 1                     | -                     | -                          | -                          | -                          | -                          | -                          | -                          | -                          | -                          | -                          | -                          | -                          | -                          | -                          | 1     | Taça da Itália 1921-22       |   |   |    |                        |
| 22   | Venezia FC               | -                     | 1                     | -                     | -                          | -                          | -                          | -                          | -                          | -                          | -                          | -                          | -                          | -                          | -                          | -                          | -                          | 1     | Taça da Itália 1940-41       |   |   |    |                        |
| 23   | Lanerossi Vicenza Virtus | -                     | 1                     | -                     | -                          | -                          | -                          | -                          | -                          | -                          | -                          | -                          | -                          | -                          | -                          | -                          | -                          | 1     | Taça da Itália 1996-97       |   |   |    |                        |
| 24   | AC Perugia Calcio        | -                     | -                     | -                     | -                          | -                          | -                          | -                          | -                          | -                          | -                          | 1                          | -                          | -                          | -                          | -                          | -                          | 1     | Taça Intertoto 2003          |   |   |    |                        |
| 25   | Ascoli Calcio 1898 FC    | -                     | -                     | -                     | -                          | -                          | -                          | -                          | -                          | -                          | -                          | -                          | 1                          | -                          | -                          | -                          | -                          | 1     | Taça Mitropa 1986-87         |   |   |    |                        |
| 26   | SSC Bari                 | -                     | -                     | -                     | -                          | -                          | -                          | -                          | -                          | -                          | -                          | -                          | 1                          | -                          | -                          | -                          | -                          | 1     | Taça Mitropa 1989-90         |   |   |    |                        |
| 27   | US Cremonese             | -                     | -                     | -                     | -                          | -                          | -                          | -                          | -                          | -                          | -                          | -                          | -                          | -                          | -                          | -                          | 1                          | 1     | Taça Anglo-Italiana 1993     |   |   |    |                        |
| 28   | Brescia FC               | -                     | -                     | -                     | -                          | -                          | -                          | -                          | -                          | -                          | -                          | -                          | -                          | -                          | -                          | -                          | 1                          | 1     | Taça Anglo-Italiana 1994     |   |   |    |                        |
| Ref. | Ref.                     | [ 3 ]                 | [ 4 ]                 | [ 5 ]                 | [ 6 ]                      | [ 7 ]                      | [ 8 ]                      | [ 9 ]                      | [ 10 ]                     | [ 10 ]                     | [ 11 ]                     | [ 12 ]                     |                            | [ 13 ]                     | [ 14 ]                     |                            |                            | -     | -                            |   |   |    |                        |

## Lista dos atuais vencedores
| Competição          | Competição | Época   | Clube           | Número de troféus |
| ------------------- | ---------- | ------- | --------------- | ----------------- |
| Serie A             |            | 2024-25 | SSC Napoli      | 4                 |
| Coppa Italia        |            | 2024-25 | Bologna FC 1909 | 3                 |
| Supercoppa Italiana |            | 2024    | AC Milan        | 8                 |